# 托瓦拉
托瓦拉，是西班牙卡斯蒂利亚-拉曼恰自治区阿尔瓦塞特省的一个市镇。 总面积325km²
，2001年普查人口總數為1197人，人口密度為每平方公里10人。